# 細川皇海
細川 皇海（ほそかわ こうかい）は、鎌倉時代末期から南北朝時代の武将。細川頼貞の子。土佐国守護を務めた。
諱は不明、皇海は法名。通称は三位房律師。書状では、三位阿闍梨、紀州御大将が使われている（「日根文書」）。

## 生涯
鶴岡八幡宮の別当を務めていたとされており、その経緯から三位律師と号されたという。僧侶の身分にあったのは確かだと思われるが、南北朝の動乱が始まると兄の顕氏や定禅らと共に足利尊氏に従って南朝方と戦っている。
建武4年（1337年）3月、吉良貞義が派遣した代官と連携して、伊予国忽那島で忽那義範と戦った。同年4月には、四国から紀伊国に転戦している。

### 紀伊国での活動
建武4年（1337年）4月、和泉国守護に就任した顕氏により、同国の軍勢を率いて紀伊国に派遣され、前任の守護・畠山国清らと協力して、暦応元年（1338年）末頃までには紀伊国北部をほぼ平定した。また、この頃、同国有田郡・海部郡の分郡守護に就任していた可能性がある。

### 土佐国守護
暦応2年（1339年）11月頃から、暦応3年（1340年）12月まで土佐国守護を務めた。
同年末の記録を最後に史料から忽然と姿を消しているため、恐らくはこの前後に死去したものと推測される。